# Antonio Correia Gonçalves
Antonio Correia Gonçalves, también conocido como Antonio Gonçalves Correia (Paul do Mar, Portugal, 6 de mayo de 1933 - Guayaquil, Ecuador, 13 de junio de 2006).
Armador portugués que en el año 1955 emigró a Sudamérica a trabajar en la naciente pesca del camarón.
Antes de salir de Portugal, consideró entrar en el seminario pero finalmente desistió. Durante este periodo también se dedicó a la crianza de palomas con fines comerciales.  Entre 1955 y 1957 trabajó en compañías en Brasil, Panamá, Costa Rica y Nicaragua. En 1957 llegó al Ecuador junto con un grupo importante de coterráneos, a trabajar en la primera compañía exportadora de camarones en el Ecuador, por lo que es reconocido como uno de los fundadores del arte de la pesca de arrastre de langostinos en este país. 
Durante sus primeros años trabajó para terceros, hasta que logró reunir dinero suficiente para iniciar su propio negocio, que para fines de la década de 1990 consistía en nueve buques camaroneros y un muelle de servicios portuarios ubicado en Guayaquil.
Entre 1971 y 1978 se trasladó con su flota a la ciudad de Cartagena, Colombia, donde junto a otros portugueses dieron soporte al desarrollo de la industria camaronera en el Caribe colombiano trabajando junto con la compañía Vikingos de Colombia.
Su trabajo y esfuerzo fue reconocido el 1 de junio de 1998 cuando el gobierno portugués le nombró comendador de la Orden del Infante Don Enrique.